# Condado de Carter (Kentucky)
El condado de Carter (en inglés: Carter County) es un condado en el estado estadounidense de Kentucky. En el censo de 2000 el condado tenía una población de 26.889 habitantes. Forma parte del área metropolitana de Huntington–Ashland. La sede de condado es Grayson. El condado fue formado el 9 de febrero de 1838 a partir de porciones de los condados de Greenup y Lawrence. Fue nombrado en honor a William Grayson Carter, un senador estatal de Kentucky.

## Geografía

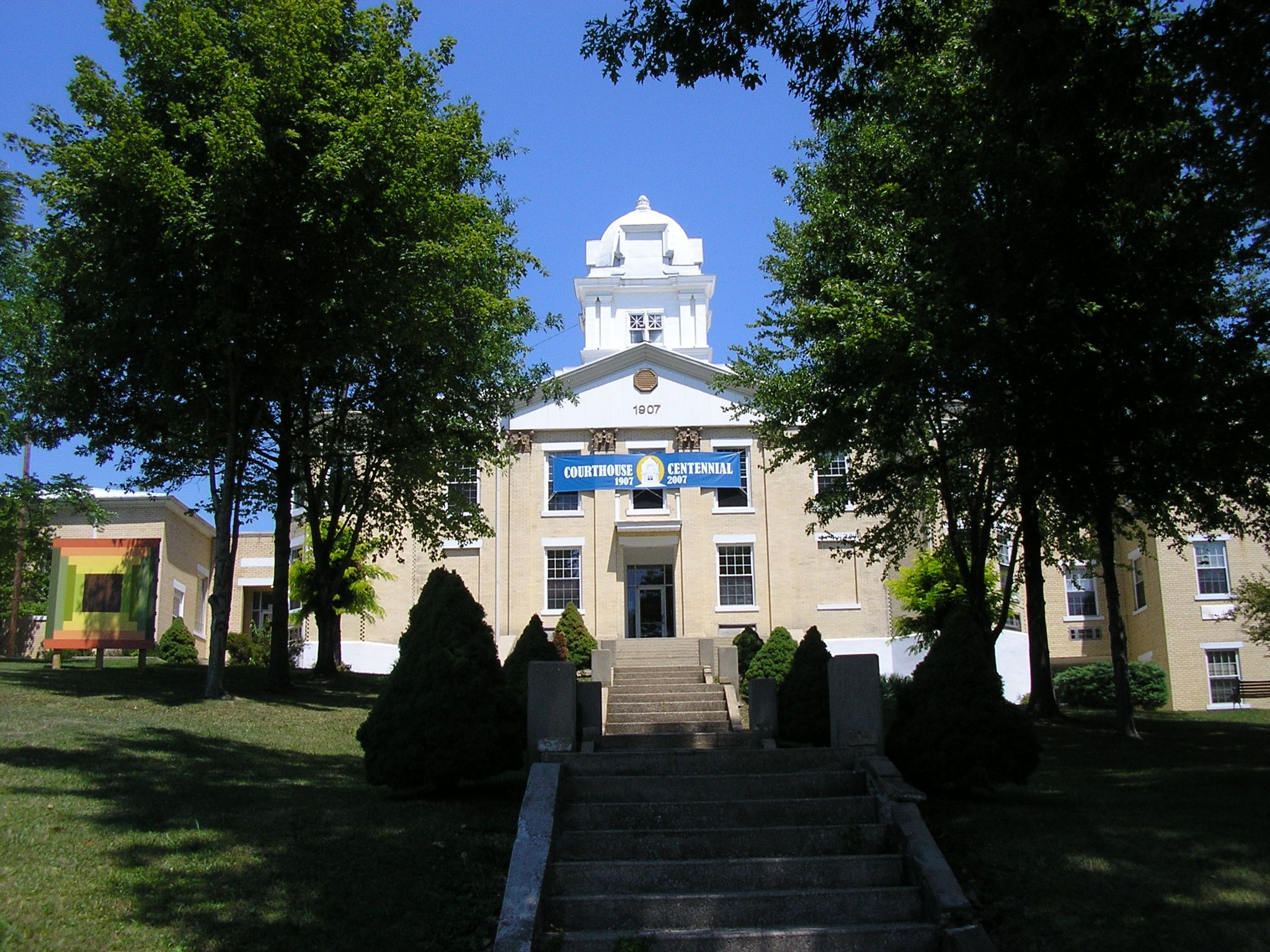
Juzgado del condado de Carter en Grayson.

Según la Oficina del Censo, el condado tiene un área total de 1.067 km² (412 sq mi), de la cual 1.062 km² (410 sq mi) es tierra y 5 km² (2 sq mi) (0,38%) es agua.

### Condados adyacentes
- Condado de Greenup (noreste)
- Condado de Boyd (este)
- Condado de Lawrence (sureste)
- Condado de Elliott (sur)
- Condado de Rowan (suroeste)
- Condado de Lewis (noroeste)

## Demografía
En el  censo de 2000, hubo 26.889 personas, 10.342 hogares y 7.746 familias residiendo en el condado. La densidad poblacional era de 66 personas por milla cuadrada (25/km²). En el 2000 había 11.534 unidades unifamiliares en una densidad de 28 por milla cuadrada (11/km²). La demografía del condado era de 99,02% blancos, 0,13% afroamericanos, 0,25% amerindios, 0,11% asiáticos, 0,08% de otras razas y 0,41% de dos o más razas. 0,59% de la población era de origen hispano o latino de cualquier raza. 
La renta promedio para un hogar del condado era de $26.427 y el ingreso promedio para una familia era de $31.278. En 2000 los hombres tenían un ingreso medio de $28.690 versus $20.554 para las mujeres. La renta per cápita para el condado era de $13.442 y el 22,30% de la población estaba bajo el umbral de pobreza nacional.

## Ciudades y pueblos
- Denton
- Grahn
- Grayson
- Olive Hill
- Rush